# Маяк Наггет-Пойнт
Маяк На́ггет-По́йнт (англ. Nugget Point Lighthouse) — маяк на мысе Наггет побережья Кэтлинс Южного острова Новой Зеландии в регионе Отаго, в 11 км от поселения Кака-Пойнт. Маяк принадлежит Управлению безопасности морского судоходства Новой Зеландии (англ. Maritime New Zealand), которое занимается его обслуживанием.

## История
Своё название маяк получил благодаря небольшим скалистым островкам около побережья — «наггетсам» (англ. nugget — самородок), по форме напоминающим золотые самородки.

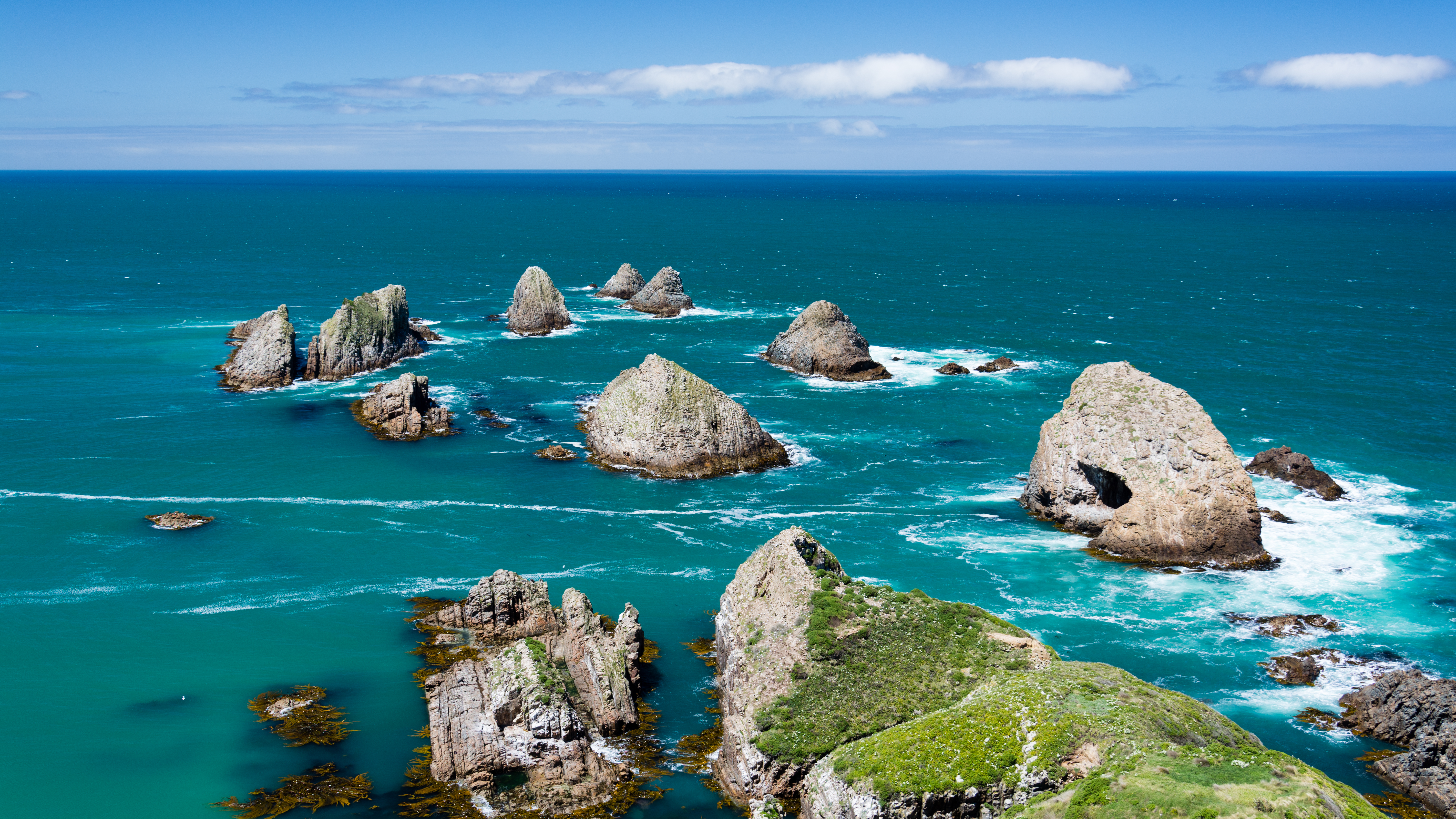
«Наггетсы»

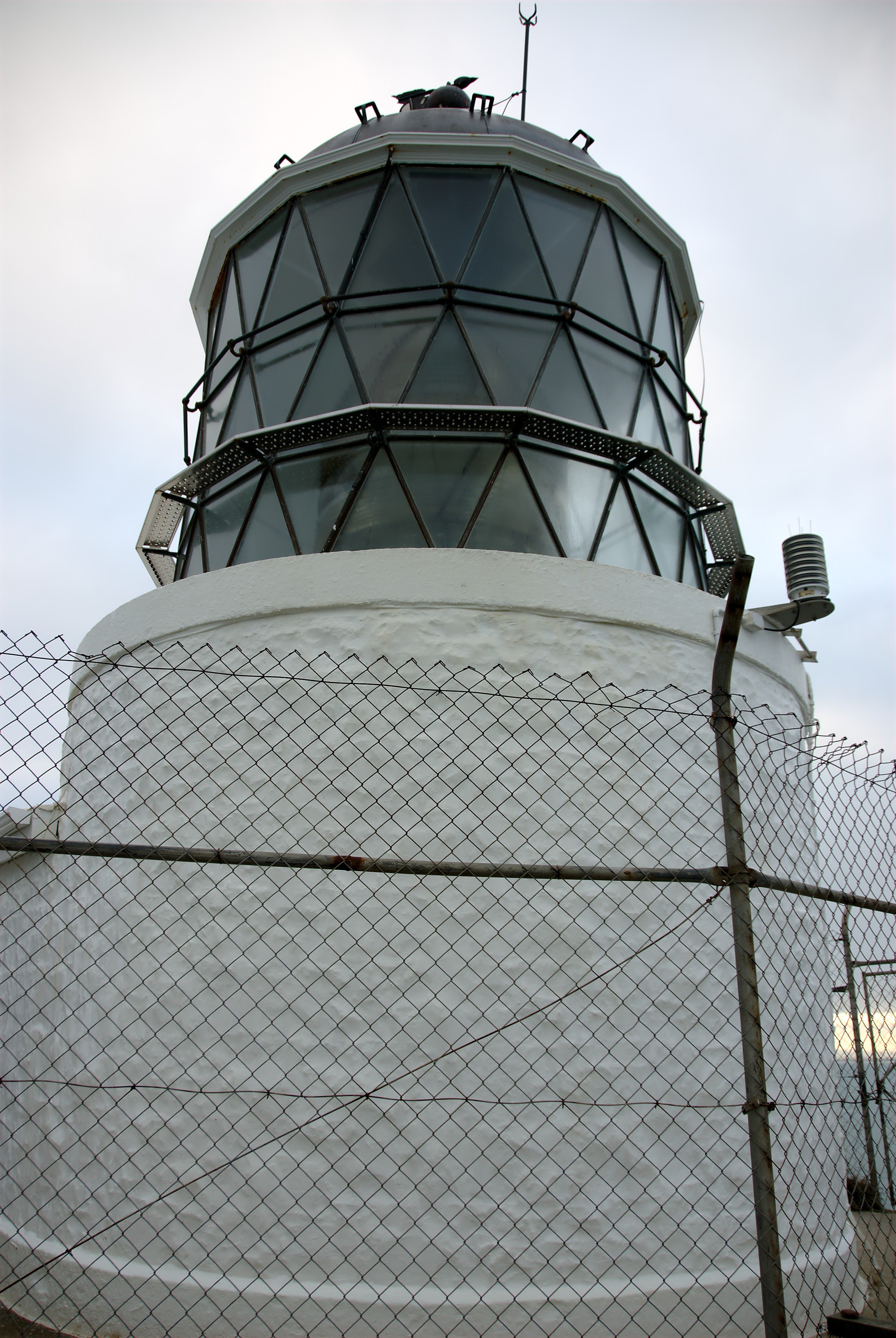
Колпак маяка Наггет-Пойнт

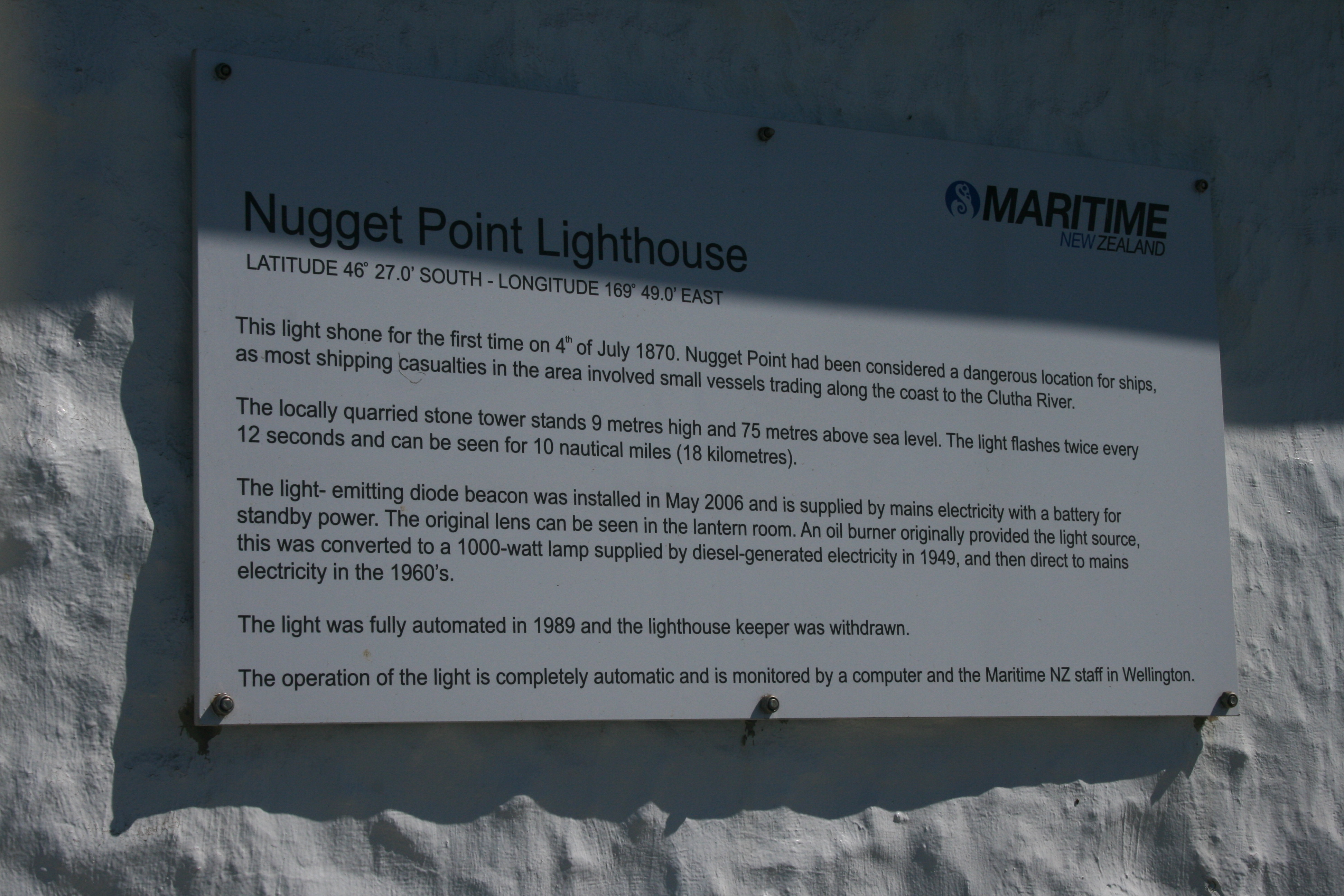
Табличка с краткой информацией о маяке

Проектировщики маяка — Джеймс Бальфур (1831—1869) и Джон Блэкетт, который заменил Джеймса Бальфура после его гибели в 1869 году.
Маяк был построен в 1869—1870 годах и открыт 4 июля 1870 года.
Здание маяка построено из местного камня, добываемого в округе. Световой механизм маяка прибыл в Новую Зеландию вместе с Бальфуром ещё в 1863 году и изначально предназначался для маяка на мысе Сондерс, но из-за задержек в строительстве был установлен на мысе Наггет. В маячном излучателе была установлена масляная лампа, которая в 1949 году она была заменена электрической лампой на 1 кВт с электропитанием от дизельного генератора.
В 1960-х годах к маяку была проведена линия электропередачи, и генератор стал выполнять функцию аварийного (резервного) питания. Несмотря на постоянное подключение к линии, электричество предназначалось лишь для питания светового механизма и не было рассчитано на обогрев помещений. В связи с этим одному из смотрителей было дважды отказано в приобретении электронагревателей для дома смотрителя, при том что соседний маяк на мысе Сондерс получил семь обогревателей. К концу зимы, после ряда обращений и длительных переговоров, вопрос решился в пользу смотрителя маяка, и разрешение было выдано.
Изначально персонал маяка состоял из трёх смотрителей, позднее он сократился до одного смотрителя, проживавшего на нём со своей семьёй. В 1989 году маяк был полностью автоматизирован, и его работа контролируется диспетчерской службой Управления безопасности морского судоходства Новой Зеландии в Веллингтоне.
В 2006 году излучатель был модернизирован: в него были установлены светодиодные лампы с резервными аккумуляторными батареями на случай аварии на линии электропередач, но оригинальная линза в излучателе маяка сохранилась. Режим работы маяка (световая схема) — белая вспышка каждые 12 секунд.
Рядом с маяком оборудована смотровая площадка.

## Флора и фауна
На побережье и в океане вокруг маяка обитают морские львы, жёлтоглазые пингвины, морские леопарды, колпицы, дельфины Гектора, гнездятся бакланы.

## См.также
- Список маяков Новой Зеландии